# Triumph of a Heart
«Triumph Of A Heart» es el tercer sencillo del álbum de Björk Medúlla lanzado el 28 de febrero de 2005.

## Acerca de la canción
El video comienza en una casa lejos de la ciudad con ella y su novio felino enojados en la cama, ella sale y toma el auto huyendo a la ciudad mientras comienza la canción, entra al bar Syrkus y pide dos copas, comienza bebiendo ella sola, mientras su amado queda en casa viendo televisión esperándola y ella se divierte con gente que se ha reunido a olvidar sus penas, entra al baño y es cuando las personas en el bar comienzan a crear la música de la canción a cappella, luego ella se une cantando también a capela, terminando borracha cayéndose varias veces hasta tener un golpe en la frente... Camina por la calle oscura rumbo a su casa hasta quedarse dormida y al amanecer se da cuenta de que está lejos de ella; sigue caminando mientras corazones le salen al cantar mientras camina, un auto se aproxima a ella, es su felino amado quien conduce hasta su casa, al llegar ella lo besa y éste crece para bailar con ella al ritmo de la canción.

## Vídeoclip
El video fue dirigido por Spike Jonze, quien también dirigió su popular video It's Oh So Quiet . En el video, Björk cansada de su novio (representado por un gato), se va por una noche fuera de la ciudad, se va a una taberna donde la canción se detiene cuando ella va al baño y se unen a ella para una actuación grabada para el video otras personas que hacen beats, sonidos con las voces, risas, gritos etc. Björk regresa a casa y vuelve a tener el mismo amor y afecto a su gato novio. 
Durante el rodaje del video, Björk estaba corriendo calle abajo, tropezó accidentalmente y resbaló calle abajo con su cara en el pavimento. La casualidad, así como las raspaduras en su cara, se guardarón para luego ponerlos en el video.

## Sencillos
El sencillo fue lanzado el 28 de febrero de 2005 en Reino Unido.

### CD 1
1. «Triumph of a heart» (Radio Edit)
2. «Desired constellation» (ben frost's school of emotional engineering mix)

### CD 2
1. «Triumph of a heart» (audition mix)
2. «Vökuró» (VV Mix)
3. «Mouth's Cradle» (recomposed by ensemble)

### DVD
1. «Oceanía» (Piano Vocal Mix)
2. «Desired Constallation» (Choir Mix)